# 稲葉恒通
稲葉 恒通（いなば つねみち）は、豊後国臼杵藩の第7代藩主。

## 略歴
稲葉知通の次男。宝永3年（1706年）、父の死去により跡を継ぐ。しかし幕命による普請手伝いが相次いだため、藩財政が窮乏化した。このため恒通は倹約令を出し、御用金を課し、さらに運上金制度や借上制度を制定することで藩財政を再建しようとしたが、享保5年（1720年）6月25日に31歳で死去したこともあって、改革は失敗に終わった。跡を長男・董通が継いだ。

## 系譜
父母
- 稲葉知通（父）
- 加井 ー 溝口重雄の三女（母）

正室
- 松平直明の娘

側室
- 玉井氏

子女
- 稲葉董通（長男）生母は玉井氏（側室）
- 朽木徳綱（次男）
- 稲葉通古（三男）
- 山高信昉（四男）
- 柳生俊平正室後に松平定武正室
- 勧修寺顕道室

曾孫の勧修寺婧子は仁孝天皇の生母であるため、恒通は仁孝天皇の高祖父に当たる。また織田信長、明智光秀、斎藤道三らの子孫でもある。（稲葉知通#系譜を参照）
また正室に松平直明の娘を迎えているが、直明の祖父は結城秀康であるため、徳川家康の玄孫を妻としていることになる。

## お世継ぎ騒動[2]
恒通は正室との間に子はなく、妾2人との間にそれぞれ男子があり、兄である後の董通は正室の子となっていた。
恒通は弟の母親である妾を寵愛するあまり、「通」の字を下して「お通」と名乗らせる。武家において妾が一字を拝領することは極めて異例のことであった。このお通は嫉妬悪女にして驕奢に長じていたという。
正徳4年（1714年）、お通の讒言によって正室・松平直明の娘を明石へと別離。直明の娘は乗り物にて臼杵から明石へと向かう途中、明石屋敷近くの乗り物内にて自害。
この事態に、藩の重役であった家老・稲葉弥七兵衛成正、家老・山田縫殿豊俊、用人・稲葉主馬重秀は恒通を諫めるが、恒通はかえってその重役達をみな罷免した。
また、お通はわが子を世継ぎにするため、董通を毒殺しようと毒入りの饅頭を食べさせようとするが、恒通が知らずに食べてしまい、それによって病気となり、31歳で死去してしまう。
董通は正室の子となっていたため家督を継ぐには松平直明の承認が必要であり、家老である加納外記演也が切腹の覚悟を決め松平直明に許しを請いに行くが、直明は「稲葉によしみは無いが忠義の家老に犬死にさせるのもあわれ」と「こちらの孫に相違なし」と認め、董通が跡を継ぐ。外記は隠居して観渓と号す。
これ以後、稲葉家では正室の子は早世するなど跡を継ぐことはなく、世継ぎは全て妾から出ているのは、この明石奥様の一条による、と噂された。また、この代より藩財政が窮乏化、借入がかさんだと暗に批判されている。